# Senftenbach
Senftenbach là một đô thị ở Áo, trong huyện Ried im Innkreis. Dân số thời điểm tháng 12 năm 2005 là 744 người.
Senftenbach nằm ở khu vực có độ cao 414 m trên mực nước biển. Chiều dài bắc-nam là 3,3 km, đông-tây là 5 km. Tổng diện tích là 9,8 km². 19,4% diện tích là rừng, còn 73,.5% diện tích là đất nông nghiệp.